# 消毒
消毒（しょうどく、英語: disinfection）とは、広義では人体に有害な物質を除去または無害化することであり、広義の消毒には化学物質の中和を含む。狭義では病原微生物を殺すこと（殺菌など）、または病原微生物の能力を減退させ病原性を無くすことである。無菌にすることではない。
類似する概念として滅菌や殺菌があるが意味が異なる。
- 滅菌 (sterilization)：病原性の有無を問わずすべての菌（細菌だけでなく、ウイルスやプリオンを含めたすべての生命体）を死滅させるか、除去することである（したがって滅菌は器具に対して行うものであり、人体あるいは患畜に対して行うことはできない）。病原性を無くすレベルの達成を目的とした消毒とは異なる。
- 殺菌 (bacteriocision)：菌を殺すことである。消毒の手段として殺菌が行われることがあるが、殺菌はせずに病原性を無くすことによって消毒が達成される場合もあるので意味合いが異なる。

## 消毒の種類・目的

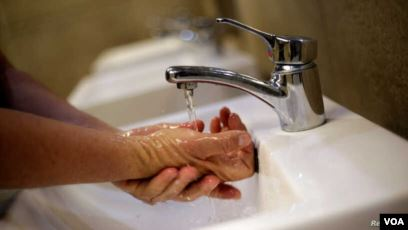
手洗い
手洗いは要求される清浄度に応じ、外出先から帰宅した場合などにおいて汚れの除去を目的とする日常手洗い、学校給食の調理現場などにおいて環境から付着した病原菌を取り除くことを目的とする衛生的手洗い、外科手術の手術時手洗いとに分けられる。衛生的手洗いにおいては、石鹸と流水による手洗いに加え、爪ブラシやアルコールなどを使用した消毒が必要となる。さらに手術時手洗いの場合には、皮膚固有の常在細菌や深層の常在細菌についてもなるべく少なくするよう厳密な手洗いが行われる。

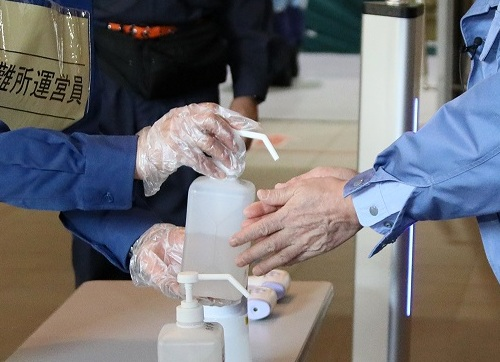
手指の消毒
手指が汚染されたとき、感染力の強い病原菌などが確認されているとき。手指消毒剤を使用する。

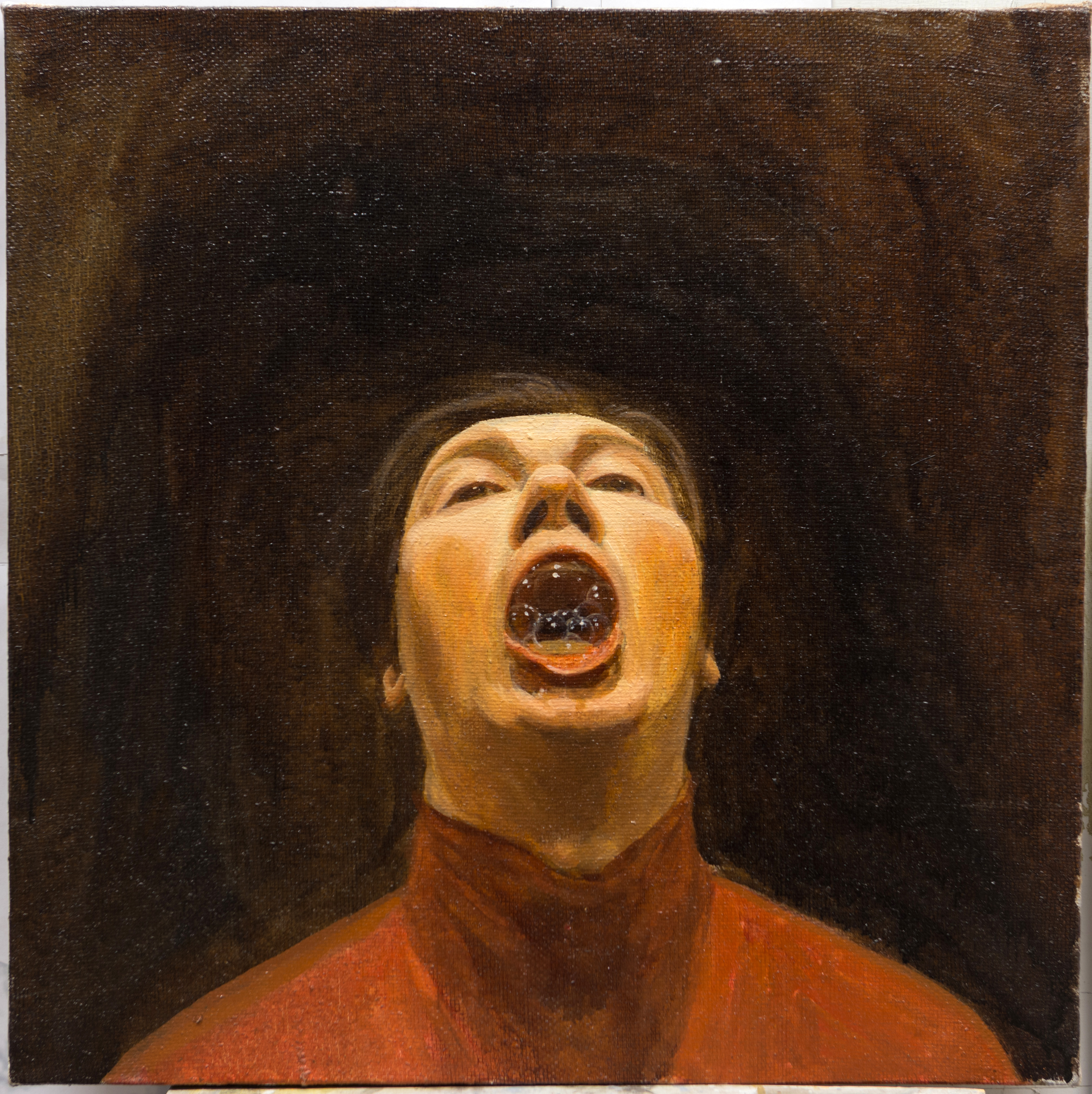
うがい
うがい液には消毒作用のあるものと、消毒作用はないが炎症を抑える効果があるものなどがある。
皮膚の消毒
原液のまま使用するものと希釈して使用するものがある。創傷の消毒に関しては、「昔からしているから」以外に行う理由は無いとする意見がある。「なぜ消毒するのか」についてその理由まで普通の医師は考えていないとされる。消毒を避けた方がきれいに治癒できたとする結果がある。
なお、日本薬剤師会「消毒の知識」（2018年）は、創傷には消毒が必要なケースとそうでないケースがあるとし、原則として医師の指示に従うべきとしている。
器具の消毒
調理器具（まな板や包丁など）では摂氏80度5分間以上又はこれと同等の殺菌方法、ふきんあるいはタオルなどでは摂氏100度5分以上又はこれと同等の殺菌方法が効果的であるとされている。
食器の消毒
製品に合わせて、熱湯による消毒、消毒剤（医薬品）による消毒、漂白剤（雑貨品）による除菌を行う。
室内の消毒
生活環境や床等の汚染の状況などに合わせて、消毒剤（医薬品）による消毒、漂白剤（雑貨品）による除菌を行う。

## 消毒の方法
消毒の方法には物理的方法（煮沸など）と化学的方法（酸化エチレンガス法や消毒剤）とがある。

### 物理的方法
- 流通蒸気法 - 加熱した水蒸気を流通させて消毒する方法[6]
- 煮沸法 - 沸騰水に沈めて煮沸する方法[6]
- 間歇法 - 熱水または流通水蒸気中で加熱を繰り返す方法[6]
- 紫外線法 - 紫外線を照射する方法[6]

### 化学的方法
- 気体による方法 - オゾン殺菌法など[6]
- 液体による方法 - 各種消毒薬[6]

## 消毒剤

### 効力の検定法
- 石炭酸係数

### 種類

#### 重金属化学物質
- 昇汞（塩化水銀(II)）
- 有機水銀（商品名：マーキュロクロム液、通称：赤チンなど）
- 硝酸銀

#### アルコール類
- エタノール（エチルアルコール、消毒用アルコール）
- イソプロパノール（イソプロピルアルコール）
- メタノール（メチルアルコール）

#### アルデヒド類
- ホルムアルデヒド（水溶液はホルマリン）
- グルタルアルデヒド（商品名：サイデックス、ステリハイドなど）
- オルトフタルアルデヒド（商品名：ディスオーパなど）

#### フェノール類
- フェノール（石炭酸）
- クレゾール石鹸液
- ヘキサクロロフェン

#### ビグアナイド類
- クロルヘキシジングルコン酸（商品名：ヒビテン、マスキンなど）

#### 界面活性剤
- 逆性石鹸（陽性石鹸、陽イオン界面活性剤）
- 塩化ベンザルコニウム（商品名：オスバンなど）
- 塩化ベンゼトニウム（商品名：ハイアミン、マキロンなど）

#### 塩素化合物
- 塩素ガス
- クロールカルキ（さらし粉）
- 次亜塩素酸ナトリウム（哺乳瓶、ノロウイルスによる汚染除去など）（商品名：ハイター、ミルトンなど）
- 塩素化イソシアヌル酸（商品名：ハイクレーン、ネオクロールなど）
- クロラミン
- クロラミンT
- 塩化セチルピリジニウム（商品名：新コルゲンコーワうがいぐすり「ワンプッシュ」など）

#### ヨウ素類
- ヨードチンキ
- ルゴール液（複方ヨード・グリセリン）
- ヨードホルム（ヨードホルムガーゼとして使用される）
- 歯科用ヨード・グリセリン
- ヨードフォア（ヨウ素をキャリアと結合させて保持し、徐々にヨウ素を遊離させる製剤の総称。ポビドンヨード、ポロクサマー・ヨード、ヨウ素・カデキソマーなど）
  - ポビドンヨード（商品名：イソジン、ネオヨジン、ポピヨドン、フィニッシュコーワ、のどぬ〜るスプレーなど）

#### 過酸化物
- オキシドール（過酸化水素）（商品名：オキシフルなど）
- 過マンガン酸カリウム
- 過酢酸

#### 酸
- ホウ酸（ゴキブリ駆除団子、洗眼薬など）
- 酢酸
- 乳酸
- クエン酸

#### アルカリ
- 水酸化ナトリウム
- 水酸化カリウム
- 生石灰

#### 色素類
- アクリノール（商品名：リバノール）（臨床的には外用剤として使用。リバガーゼ、リバテープなど

## 比喩的用法
要人警護において動線や会場の安全、不審者の有無などを事前に検索しておくことで危険を排除して、警護対象者が迎えられる状態を消毒と呼ぶ。